# Акела (яхта)
Яхта «Акела»  — учебная яхта, принадлежащая Государственному университету морского и речного флота имени адмирала С. О. Макарова (ранее — СПб ГУВК). Яхта неоднократно участвовала в международных регатах и добилась побед в престижных соревнованиях. «Акела» входит в тройку лучших гоночных яхт города Санкт-Петербурга.

## Характеристики
Яхта «Акела» польской постройки, 45 футов, тип «Цетус».
Яхта оборудована полным навигационным комплектом, в 1998 году установлен новый яхтенный двигатель фирмы «Yanmar» (sail drive, 27 л. с.), полный комплект гоночных парусов на любой ветер (лавировочный комплект 110 м²., спинакер 150 м².), гальюн, душ, камбуз. Максимальная вместимость 12 человек. Максимальное количество курсантов: для гонок — 6 чел., для круиза — 8 чел.
«Акела» — флагман университета водных коммуникаций (СПбГУВК): Длина 13,6 м, ширина 4.0 м, осадка 2,4 м, высота мачты 20 м, пассажировместимость 12 человек. С 1986 года стала известна по всей Балтике. В рамках международной регаты учебных парусников «Cutty Sark», ныне «The Tall Ships' Races», посетила Англию, Францию, Португалию, дошла до Африки.

## Победы «Акелы»
«Акела» — одна из лучших гоночных яхт Северной столицы, неоднократный победитель соревнований.
Именно благодаря яркому победному финишу «Акелы» в юбилейном «50th Anniversary Tall Ships' Race» Санкт-Петербург включили в маршрут регаты в 2009 году.
В разные годы «Акела» занимала первые места в соревнованиях:
- 2010 г. — I место в классе «D» в международной историко-географической регате учебных парусников «2010 Historical Sea Tall Ships' Regatta» («По следам Одиссея»: Греция-Болгария-Турция-Греция)[8].
- 2010 г. — I место в классе «C/D» в международной регате учебных парусников «Garibaldi Tall Ships Regatta», к 150-летию перехода Джузеппе Гарибальди из Генуи на Сицилию[9].
- 2009 г. — I место в «Балтийском Бот Шоу 2009», которое проводит ОАО «ЛЕНЭКСПО» в Санкт-Петербурге[10].
- 2008 г. — I место в классе «C» и победа в абсолютном зачёте в международной регате учебных парусников «Tall Ships' Race — 2008»[11][12].
- 2007 г. — I место в абсолютном зачёте в королевской регате «Ахмад-чай», Санкт-Петербург[13].
- 2006 г. — I место в классе «C» и победа в абсолютном зачёте в юбилейной регате учебных парусников «50th Anniversary Tall Ships' Race»[14][15][16][17].
- 2005 г. — Санкт-Петербургская парусная неделя — I место в первой группе.
- 2004 г. — регата «Tall Ships' Race — 2004» (бывшая Cutty Sark) — I место в своей группе[18].
- 2003 г. — регата учебных парусников «Cutty Sark-2003» — I место.
- 1999 г. — Санкт-Петербургская парусная неделя (чемпионат России) — I место.
- 1997 г. — регата «Kotka Suursaari» (Финляндия) — I место.
- 1997 г. — регата «Espoo-Suursaari» (Финляндия) — I место.